# 吉田修一
吉田修一（日语：／ Yoshida Shūichi，1968年9月14日—）是一名日本作家。

## 簡介
吉田修一在長崎市出生，長崎縣立長崎南高中、法政大学經營学部畢業。1997年，18歲起便居住於東京的吉田修一，以東京為背景發表了《最後的兒子》，其平實且情緒游移的內容獲得日本文壇讚賞，也得到第84回文學界新人獎。之後陸續發表的《公園生活》、《惡人》、《橫道世之介》等文學作品，既叫好又叫座。
描繪東京日比谷公園的《公園生活》，獲得2002年第127屆芥川龍之介獎。2007年，《惡人》獲得第61回毎日出版文化獎與第34回大佛次郎獎。2010年，《横道世之介》獲得第23回柴田鍊三郎獎。2019年，《國寶》獲得第14回中央公論文藝獎。

## 作品一覽

### 小說
| 順序 | 年份   | 日文書名          | 中文書名                                      | 出版社                                                 |
| 01   | 1999年 |                   | 最後的兒子                                    | 文藝春秋 麥田出版 上海人民出版社                       |
| 02   | 2001年 |                   | 熱帶魚                                        | 文藝春秋 新雨出版 時報出版                             |
| 03   | 2002年 |                   | 公園生活                                      | 文藝春秋 麥田出版 中國華僑出版社 上海人民出版社        |
| 04   | 2002年 |                   | 同棲生活                                      | 幻冬舍 麥田出版 上海人民出版社                         |
| 05   | 2003年 |                   | 星期天們                                      | 講談社 麥田出版                                        |
| 06   | 2003年 |                   | 東京灣景                                      | 新潮社 麥田出版 文汇出版社                             |
| 07   | 2004年 |                   | 長崎亂樂坂                                    | 新潮社 麥田出版                                        |
| 08   | 2004年 |                   | 地標                                          | 講談社 麥田出版                                        |
| 09   | 2004年 |                   | 春天，相遇在巴尼斯百貨                        | 文藝春秋 麥田出版 上海人民出版社                       |
| 10   | 2004年 |                   | 7月24日大道                                   | 新潮社 麥田出版                                        |
| 11   | 2006年 |                   | 日向                                          | 光文社 時報出版                                        |
| 12   | 2006年 |                   | 和她的二次相遇                                | 角川書店 時報出版                                      |
| 13   | 2006年 |                   | 初戀溫泉                                      | 集英社 時報出版                                        |
| 14   | 2007年 |                   |                                               | 光文社                                                 |
| 15   | 2007年 |                   | 惡人 逃離                                     | 朝日新聞社 麥田出版 文化藝術出版社 人民文學出版社      |
| 16   | 2008年 |                   | 寂靜的爆彈                                    | 中央公論新社 青空文化                                  |
| 17   | 2008年 |                   | 再見溪谷                                      | 新潮社 麥田出版                                        |
| 18   | 2008年 |                   |                                               | 講談社                                                 |
| 19   | 2009年 |                   | 被取消的城市導覽                              | 新潮社 時報出版                                        |
| 20   | 2009年 |                   | 橫道世之介                                    | 每日新聞社 文藝春秋 新雨出版 上海人民出版社 新經典文化 |
| 21   | 2011年 |                   | 平成猿蟹合戰圖                                | 朝日新聞出版 新雨出版 上海人民出版社                   |
| 22   | 2012年 | （鷹野一彦系列1） | 太陽不會動                                    | 幻冬舍 麥田出版                                        |
| 23   | 2012年 |                   | 路                                            | 文藝春秋 聯經出版                                      |
| 24   | 2013年 |                   | 為愛狂亂                                      | 新潮社 台灣東販                                        |
| 25   | 2014年 |                   | 怒                                            | 中央公論新社 聯經出版 上海人民出版社                   |
| 26   | 2015年 | （鷹野一彦系列2） |                                               | 幻冬舍                                                 |
| 27   | 2016年 |                   |                                               | 文藝春秋                                               |
| 28   | 2016年 |                   | 犯罪小說集                                    | 角川書店 皇冠文化 上海文藝出版社                       |
| 29   | 2018年 | （鷹野一彦系列3） |                                               | 幻冬舍                                                 |
| 30   | 2018年 |                   | 國寶                                          | 朝日新聞出版 新經典文化 上海人民出版社                 |
| 31   | 2019年 |                   | 續.橫道世之介 找不到工作的一年 : 续横道世之介 | 中央公論新社 新經典文化 上海人民出版社                 |
| 32   | 2019年 | （個人全集1）     |                                               | 文藝春秋                                               |
| 33   | 2019年 |                   |                                               | 小學館                                                 |
| 34   | 2019年 |                   | 逃亡小説集                                    | 角川書店 皇冠文化                                      |
| 35   | 2019年 | （個人全集2）     |                                               | 文藝春秋                                               |
| 36   | 2020年 | （個人全集3）     |                                               | 文藝春秋                                               |
| 37   | 2020年 | （個人全集4）     |                                               | 文藝春秋                                               |
| 38   | 2020年 |                   | 湖畔的女人们                                  | 新潮社 力潮文创千本樱文库（出品）台海出版社（出版）    |
| ---- | ------ | ----------------- | --------------------------------------------- | ------------------------------------------------------ |

### 其他作品
| 順序 | 年份   | 日文書名 | 中文書名   | 出版社                 |
| 01   | 2008年 |          | 那片藍天下 | 木樂舍 集英社 麥田出版 |
| 02   | 2010年 |          | 天空的冒險 | 木樂舍 集英社 麥田出版 |
| 03   | 2015年 |          |            | 木樂舍 集英社          |
| 04   | 2017年 |          |            | 木樂舍                 |
| 05   | 2017年 |          |            | 木樂舍                 |
| ---- | ------ | -------- | ---------- | ---------------------- |

## 外部連結
- 吉田修一官網 （页面存档备份，存于）（日語）
- 作家的讀書道 （页面存档备份，存于）（日語）
- 博客來人物專訪 （页面存档备份，存于）（中文）